# مجلة الطب النووي
مجلة الطب النووي هي مجلة طبية شهرية تم تأسيسها عام 1964م وتصدر من قبل جمعية الطب النووي والتصوير الجزيئي والتي تغطي البحوث في جميع جوانب الطب النووي بما في ذلك التصوير الجزيئي.

## التلخيص والفهرسة
يتم استخراج المجلة وفهرستها في فهرس الاقتباس العلمي والمحتويات الحالية / الطب السريري وعلوم الحياة ومدلاين والمجالات الآخرى ذات الصلة. المجلة لديها عامل تأثير لعام 2016 حيث بلغ العدد 6,646 حيث صنفت في المرتبة الخامسة من بين 125 مجلة دورية في فئة «الأشعة والطب النووي والتصوير الطبي».